# Pista de Torallola
La Pista de Torallola és una pista rural reconvertida a carretera local asfaltada del terme municipal de Conca de Dalt (a l'antic terme de Toralla i Serradell, al Pallars Jussà. Duu al poble de Torallola des de Sant Joan de Vinyafrescal.
Arrenca del mateix poble de Sant Joan de Vinyafrescal, en el seu extrem nord-oest, al sector de la Solana, des d'on va a cercar el curs del barranc de Santa Cecília, que segueix un tros cap al nord-oest. Tot seguit s'enfila cap a la carena que limita la vall d'aquest barranc pel nord, i arriba al cementiri de Sant Joan de Vinyafrescal. Així se situa en una carena que separa el barranc de Santa Cecília, que queda a migdia, i el barranc de Comellar, que és al nord.
Tot seguit, ressegueix per sota i a migdia la Costa de Matacabrits, que és el lloc on abandona el terme municipal de la Pobla de Segur per entrar en el de Conca de Dalt, i passa pel nord de Cantamoixons, just abans d'arribar al costat nord-est de l'ermita de Santa Cecília. Després, passa pel sud del Serrat de Castellets, que queda a l'altra banda del barranc de Comellar, i travessa la partida de Santa Cecília, deixa al sud-oest el Toll de Pera i per Serradàs comença a enfilar-se per una carena cap a Torallola. Just en aquest lloc se'n desvia cap al nord-est la Pista de la Plana. Deixa a llevant les partides de lo Comellar, la Via i les Bancalades, i acaba d'arribar a Torallola en 4 quilòmetres des de Sant Joan de Vinyafrescal.